# 281561 Taitung
281561 Taitung este o planetă minoră (asteroid) din centura de asteroizi. A fost descoperită pe 21 octombrie 2008 la Lulin Observatory⁠(d) de Hsiao Xiang-Yao⁠(d). 
Obiectul prezintă o orbită caracterizată de o semiaxă mare de 2,8452552343905 UAi, o excentricitate de 0,09, o înclinație de 11,6 ° în raport cu ecliptica.